# Девід Проуз
Девід Проуз (англ. David Prowse; 1 липня 1935, Бристоль — 28 листопада 2020, Лондон) — британський культурист, важкоатлет та актор, найбільш відомий за роллю Дарта Вейдера в оригінальній трилогії «Зоряні війни» (озвучив Джеймс Ерл Джонс).

## Вибрана фільмографія
| Рік  |    | Українська назва                               | Оригінальна назва                      | Роль                                  |
| ---- | -- | ---------------------------------------------- | -------------------------------------- | ------------------------------------- |
| 1967 | ф  | Казино Рояль                                   | Casino Royale                          | Чудовисько Франкенштейна              |
| 1970 | ф  | Жах Франкенштейна                              | The Horror of Frankenstein             | Чудовисько Франкенштейна              |
| 1971 | ф  | Механічний апельсин                            | A Clockwork Orange                     | Джуліан, охоронець Френка Александера |
| 1972 | ф  | Цирк вампірів                                  | Vampire Circus                         | силач                                 |
| 1972 | с  | Доктор Хто: Часовий монстр                     | Doctor Who: The Time Monster           | Мінотавр                              |
| 1974 | ф  | Франкенштейн і Чудовисько з Пекла              | Frankenstein and the Monster from Hell | Чудовисько                            |
| 1976 | с  | Космос 1999                                    | Space: 1999                            | Чудовисько                            |
| 1977 | ф  | Зоряні війни: Нова надія                       | Star Wars                              | Дарт Вейдер                           |
| 1977 | ф  | Бармаглот                                      | Jabberwocky                            | Іржавий Оселедець / Чорний лицар      |
| 1978 | тф | Як вам це сподобається                         | As You Like It                         | Шарль, борець герцога Фредеріка       |
| 1980 | ф  | Зоряні війни: Імперія завдає удару у відповідь | The Empire Strikes Back                | Дарт Вейдер                           |
| 1983 | ф  | Зоряні війни: Повернення джедая                | Return of the Jedi                     | Дарт Вейдер                           |

## Відзнаки
- 2000 — Орден Британської імперії кавалерського ступеня.